# Youri Bogatikov
Youri Iosifovitch Bogatikov (en ukrainien : Юрій Йосипович Богатиков ; né le 29 février 1932, à Rykovo, en RSS d'Ukraine, et mort le 8 décembre 2002 à Simferopol en Ukraine) était un chanteur pop soviétique et ukrainien (baryton), nommé artiste du peuple de l'URSS en 1985.

## Biographie
Bogatikov passe son enfance à Slaviansk, dans la région de Donetsk. Pendant la guerre, lui et sa famille furent évacués à Boukhara. Après la guerre, il déménage avec sa famille à Kharkov.
De 1946 à 1947, il étudie à l'École professionnelle des communications de Kharkov. Il travaille ensuite comme mécanicien réparant du matériel au Télégraphe de Kharkov, chante dans des spectacles amateurs et étudie au Collège de musique de Kharkov. Ses études furent interrompues par le service militaire : il fut enrôlé dans la marine et servit dans la flotte du Pacifique de 1951 à 1955. Durant son service, il chante dans l'ensemble de chant et de danse de la flotte du Pacifique. Après avoir été libéré de la réserve, il retourne à son ancien lieu de travail et continue ses études. Après avoir obtenu son diplôme de l'école de musique en 1959, il travaille au Théâtre de comédie musicale de Kharkov avec M. A. Krasnova, qui lui a également enseigné le chant d'opéra, puis comme soliste pour l'ensemble de chant et de danse des mineurs du Donbass (à Donetsk).
En 1960, il devient soliste de l'Orchestre philharmonique de Kharkov, puis en 1963 de l'Orchestre philharmonique de Lougansk, et de 1974 à 1992 de l'Orchestre philharmonique de Crimée et directeur artistique de l'ensemble « Crimée ». En 1992, il devient directeur artistique de la Philharmonie pour l'organisation de festivals et d'événements spéciaux.
En 1969, il se produit pour la première fois à la télévision lors d'un concert festif pour la Journée des mineurs avec la chanson Les terrils sombres dorment (ru).
En mars 1969, à Berlin, il participe à l’émission télévisée internationale « Hits of the Big City ». Après ce programme, il reçoit une invitation de la télévision ouest-allemande pour participer à l’émission « Souvenir russe », diffusée sur Intervision. Il prend ensuite la parole à l'occasion de la décennie de la littérature et de l'art ukrainiens de la RSFSR à Voronej.
Surtout connu comme chanteur, il a un répertoire qui comprend plus de 400 chansons d'auteurs soviétiques et étrangers.
Il effectue de nombreuses tournées à l'étranger (Allemagne, France, Pologne, Colombie, Pérou, Venezuela, Équateur, Cuba, etc.).
En 1984, à Moscou, dans le complexe sportif olympique, il participe à la représentation du spectacle de théâtre musical « Oh, le Dniepr, le Dniepr, tu es large et puissant ! » a été présenté avec un grand succès pendant deux semaines. Ce spectacle était consacrés au 40e anniversaire de la victoire du peuple soviétique dans la Grande Guerre patriotique, et au 40e anniversaire de la libération de Kiev et de l'Ukraine des envahisseurs nazis.
En 1984, il est diplômé du département d'histoire de l'Université de Simferopol (aujourd'hui l'Université fédérale de Crimée).
En février 1989, il participe au festival artistique « Zimouchka-Zima ».
Il devient membre du Conseil artistique des arts de variétés du Ministère de la culture de l'URSS (ru) de 1970 à 1986.
Membre du PCUS depuis 1968, il dirige en 1994 l'organisation sociopolitique Rodina, qui prône le rétablissement de l'URSS.
Youri Bogatikov meurt le 8 décembre 2002 à Simferopol d'une maladie oncologique du système lymphatique. Il a été enterré au cimetière d'Abdal.